# Syllidae
La famiglia dei Syllidae è una delle più diverse all'interno della classe dei policheti, e comprende circa 667 specie, 176 delle quali sono presenti nel Mar Mediterraneo.

## Distribuzione e habitat
Si tratta di organismi presenti in tutti i mari del mondo, fino a profondità molto elevate; la massima densità e diversità, tuttavia, si riscontra nel mesolitorale ed entro i primi 100 m di profondità. Si trovano su vari tipi di fondale, per quanto risultino maggiormente numerosi su fondi duri ricchi di vegetazione e su sabbie grossolane. Alcune specie, come Haplosyllis spongicola, sviluppano simbiosi con altri organismi, soprattutto Poriferi.

## Descrizione
I policheti appartenenti a questa famiglia sono di semplice identificazione, in quanto sono caratterizzati dalla presenza di un faringe chitinoso, in genere armato di un grosso dente centrale, e talora anche di un anello di denti più piccoli, che prende il nome di trepano; il faringe sfocia in un proventricolo muscolare, provvisto di numerose file muscolari, il cui arrangiamento può risultare diagnostico.

Il prostomio presenta generalmente 4 occhi, per quanto talora possano mancare oppure essere fusi a due a due; possono essere presenti due macchie oculari aggiuntive, poste alla base delle antenne laterali. Il prostomio presenta tre antenne e due palpi, sul peristomio sono presenti in genere due paia di cirri tentacolari. I parapodi sono provvisti di un cirro dorsale, spesso articolato, ed uno ventrale, e di un buon numero di chete generalmente composte.

## Riproduzione
I Syllidae presentano sostanzialmente due modalità di riproduzione, l'epigamia e la schizogamia. Nel caso dell'epigamia l'individuo maturo sessualmente sviluppa delle chete natatorie, quindi si porta nella colonna d'acqua, dove avviene la liberazione dei prodotti sessuali e la fecondazione. Le uova fecondate aderiscono alla parete corporea degli adulti, che ritornano nel substrato. Questo tipo di riproduzione è tipico della sottofamiglia delle Exogoninae. Nel caso della schizogamia la parte posteriore dell'individuo si modifica in uno stolone, provvisto di un capo con grandi occhi e di un corpo appiattito che ne facilita il nuoto; gli stoloni possono essere multipli e sono spesso così differenti dalla forma vegetativa da essere stati descritti come specie (e generi) differenti. Gli stoloni si portano nella colonna d'acqua per la riproduzione. In ambo i casi la riproduzione è sincronizzata con le fasi lunari.

## Tassonomia

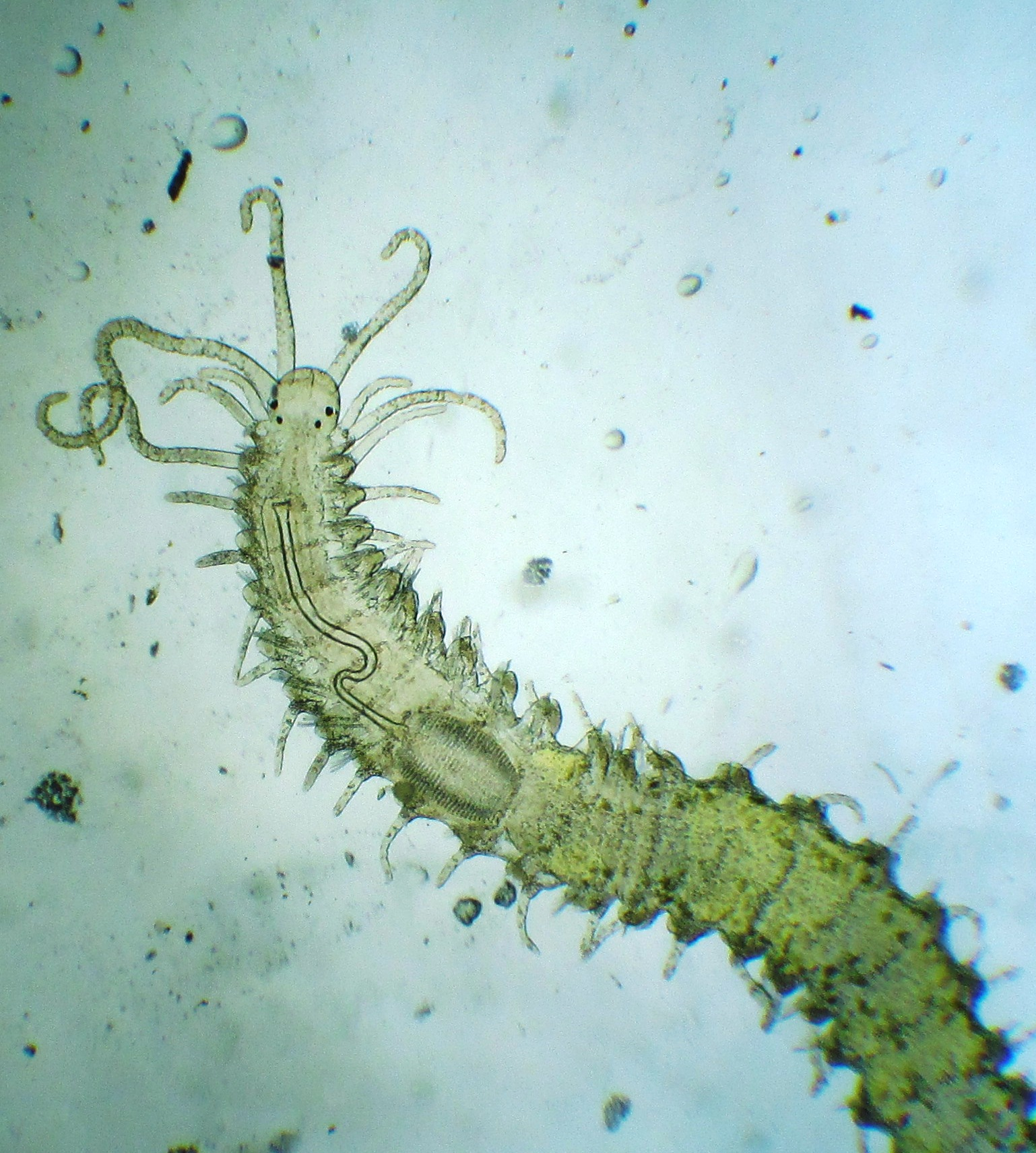
Myrianida edwarsi

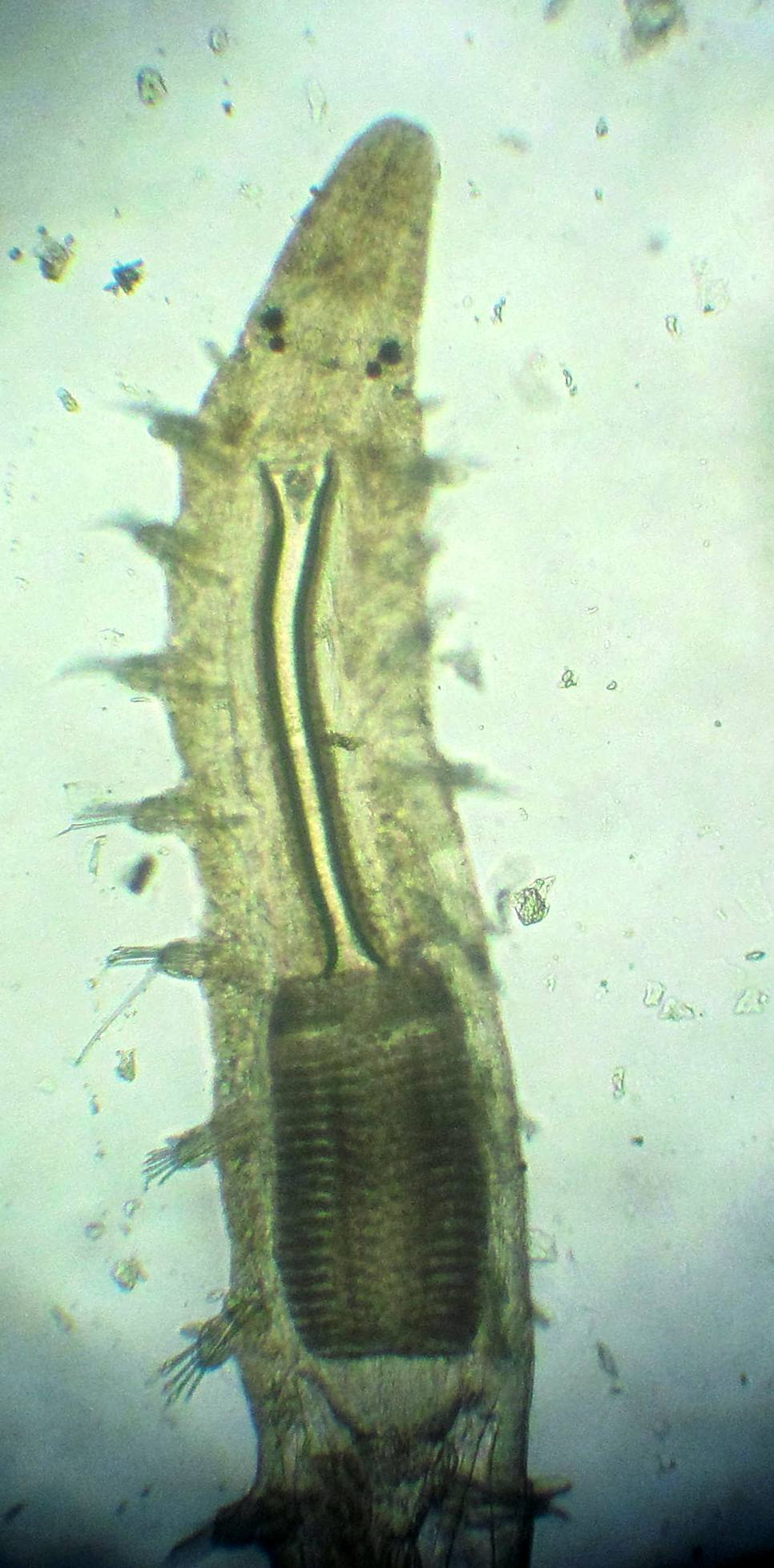
Exogone verugera

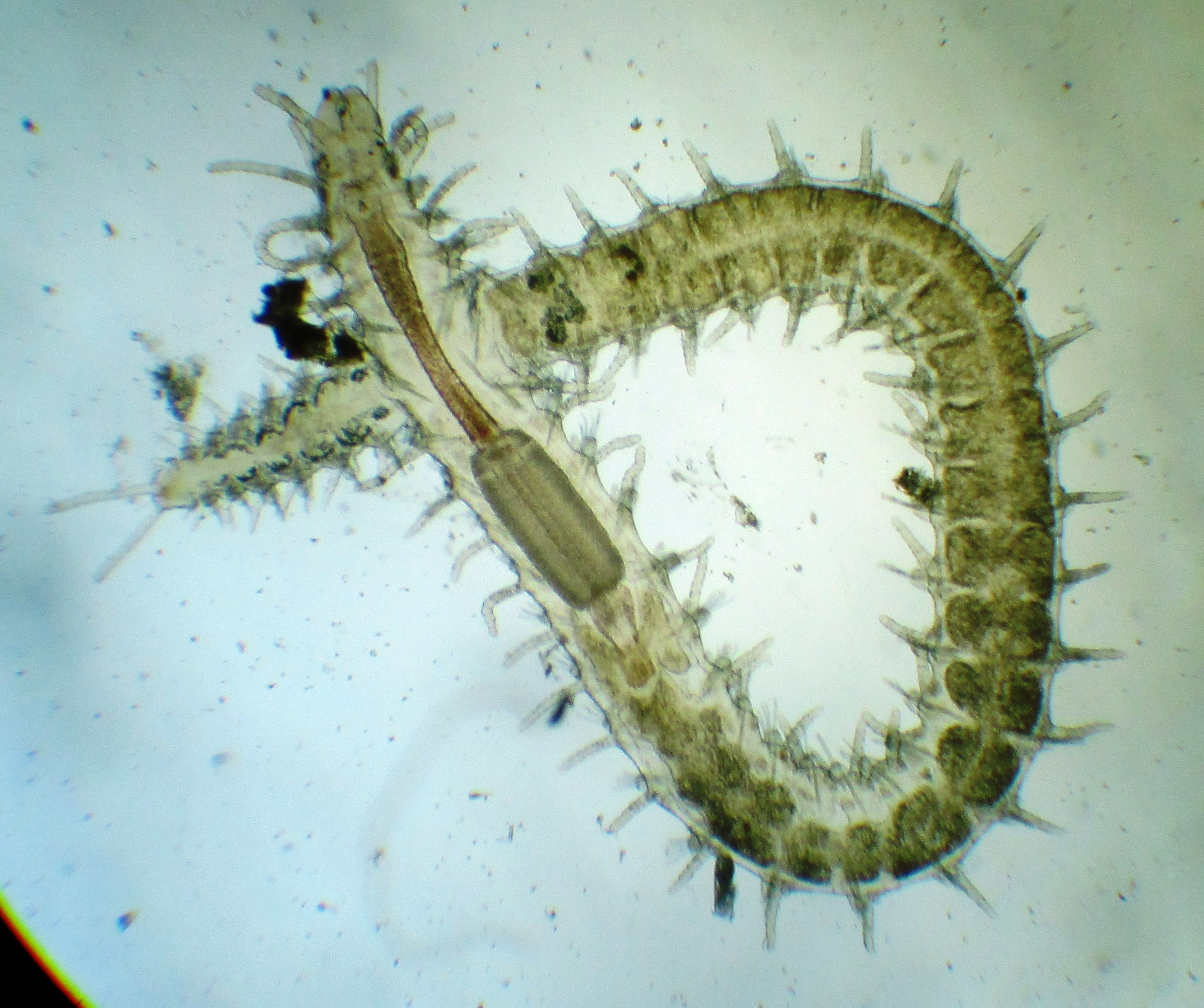
Syllis gracilis

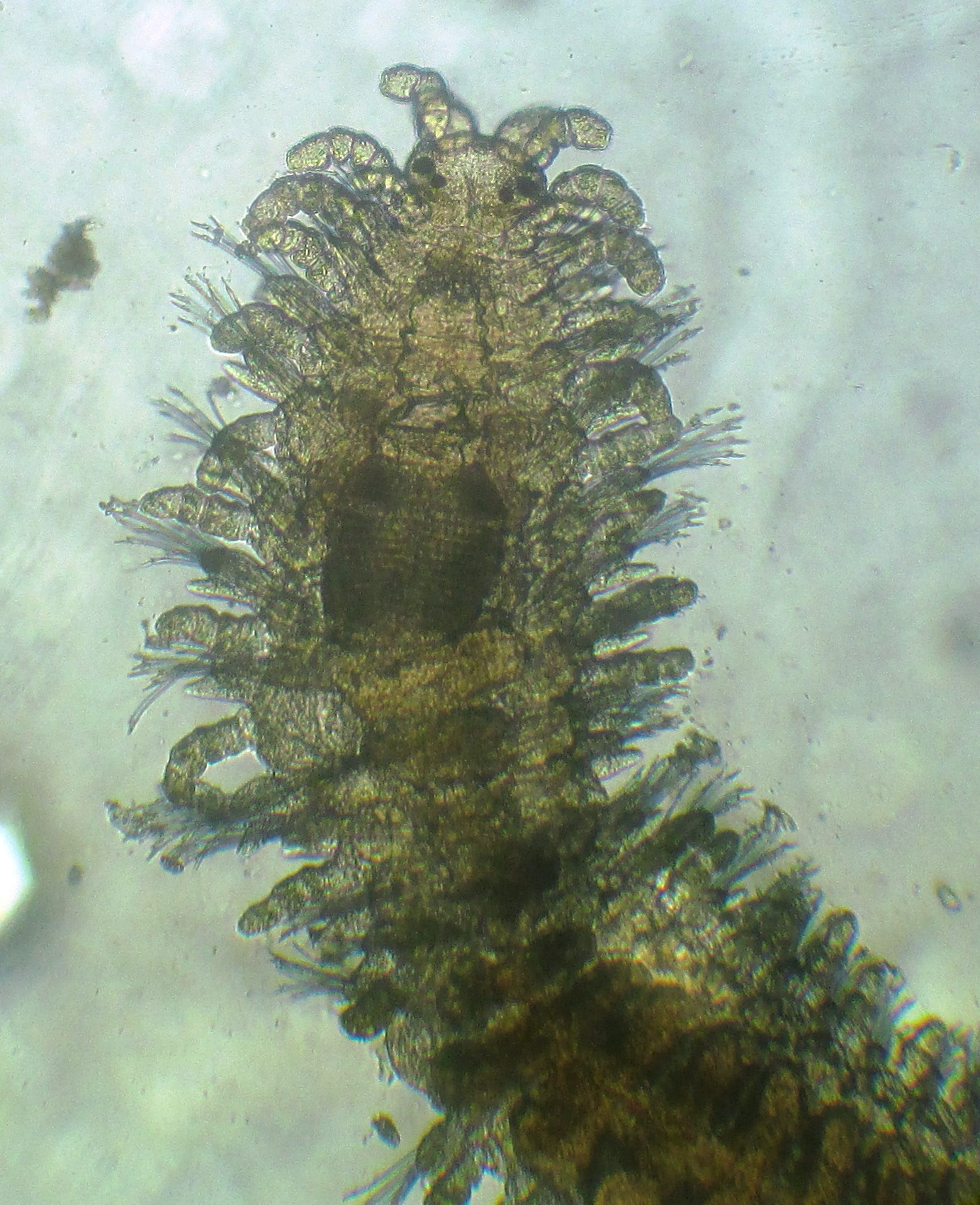
Trypanosyllis coeliaca

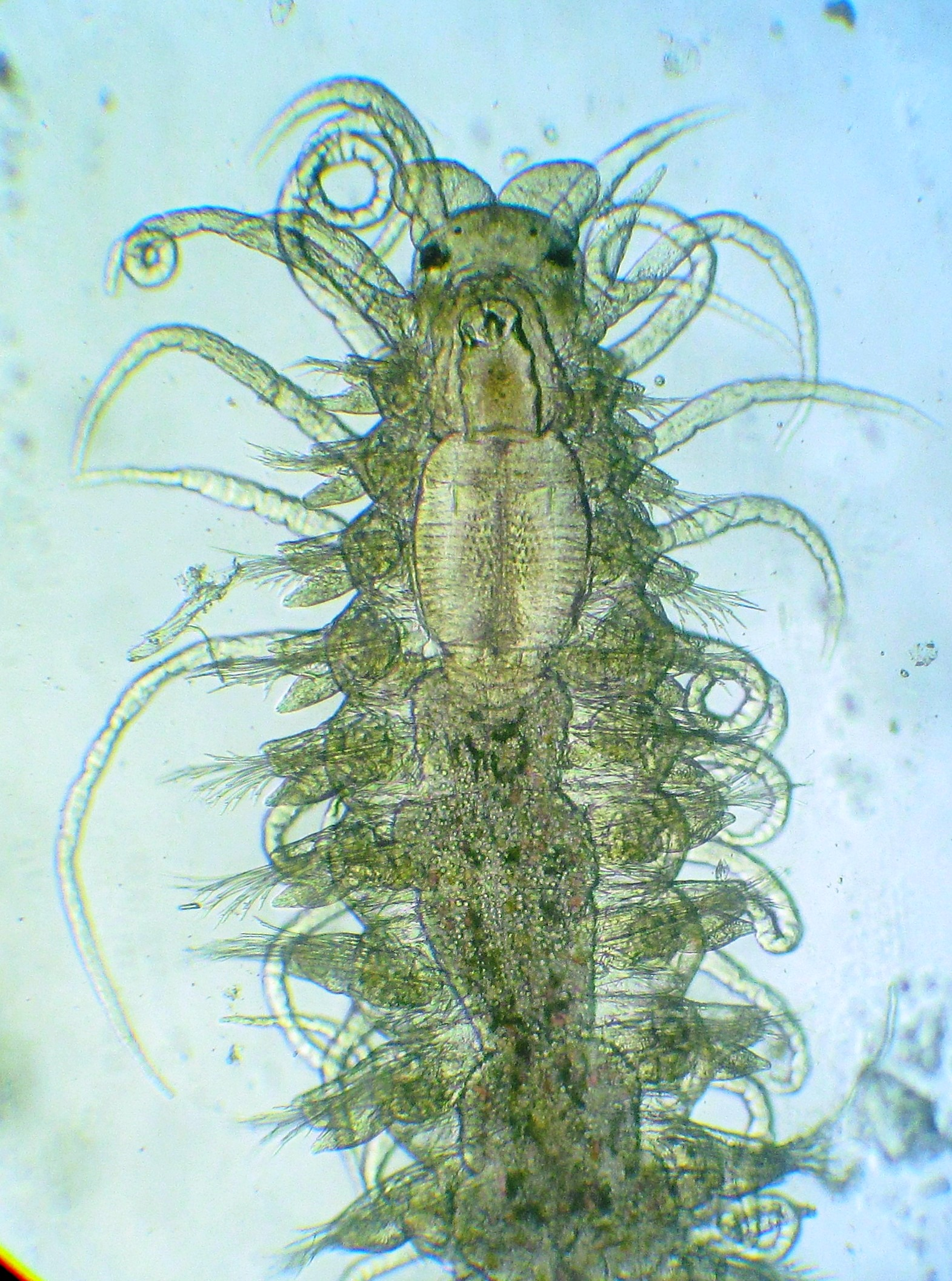
Nudisyllis pulligera

La famiglia Syllidae comprende 71 generi, di cui circa 36 sono stati segnalati nel Mar Mediterraneo; è opportuno, comunque, ricordare che la tassonomia sopraspecifica di questa famiglia è tuttora in evoluzione.
I Syllidae sono stati tradizionalmente divisi in quattro sottofamiglie: Syllinae, Eusyllinae, Exogoninae e Autolytinae.
Una recente revisione su base morfologica e molecolare ha tuttavia mostrato che la sottofamiglia delle Eusyllinae risulta polifiletica, mentre un suo sottogruppo, abbastanza ben caratterizzato a livello morfologico, risulta il sister group di tutti gli altri.
La famiglia può essere quindi suddivisa in:
- Anoplosyllinae: Syllidae con faringe privo di denti.
- Autolytinae: Syllidae privi di cirri ventrali, generalmente provvisti di trepano e con faringe convoluto.
- Exogoninae: Syllidae con cirri dorsali non articolati e palpi fusi; di dimensioni piccole, tipici della fauna interstiziale.
- Syllinae: Syllidae con cirri dorsali marcatamente articolati.
- Syllidae incertae sedis, comprendono numerosi generi problematici e poco conosciuti, di solito con cirri dorsali blandamente o irregolarmente articolati.

Sottofamiglia Anoplosyllinae
- Anoplosyllis
- Astreptosyllis
- Streptospinigera
- Streptosyllis
- Syllides

Sottofamiglia Autolytinae
- Amblyosyllis
- Epigamia
- Imajimaea
- Levidorum
- Myrianida
- Pachyprocerastea
- Paraproceraea
- Paraprocerastea
- Planicirrata
- Proceraea
- Procerastea
- Virchowia

Sottofamiglia Exogoninae
- Brania
- Cicese
- Erinaceusyllis
- Exogone
- Parapionosyllis
- Parexogone
- Prosphaerosyllis
- Salvatoria
- Sphaerosyllis

Sottofamiglia Syllinae
- Alcyonosyllis
- Branchiosyllis
- Dentatisyllis
- Eurysyllis
- Haplosyllides
- Haplosyllis
- Inermosyllis
- Karroonsyllis
- Nuchalosyllis
- Opisthosyllis
- Parahaplosyllis
- Parasphaerosyllis
- Plakosyllis
- Rhopalosyllis
- Syllis
- Tetrapalpia
- Trypanoseta
- Trypanosyllis
- Xenosyllis

Syllidae incertae sedis
- Anguillosyllis
- Basidiosyllis
- Brachysyllis
- Brevicirrosyllis
- Clavisyllis
- Dioplosyllis
- Eusyllis
- Lamellisyllis
- Murrindisyllis
- Miscellania
- Neopetitia
- Nooralia
- Nudisyllis
- Opisthodonta
- Odontosyllis
- Palposyllis
- Paraehlersia
- Paraopisthosyllis
- Perkinsyllis
- Pionosyllis
- Psammosyllis
- Streptodonta
- Synmerosyllis
- Westheidesyllis